# Sieradz (Landgemeinde)
Die gmina wiejska Sieradz ['ɕɛrats] ist eine selbständige Landgemeinde in Polen im Powiat Sieradz in der Woiwodschaft Łódź. Ihr Sitz befindet sich in der Stadt Sieradz. Die Landgemeinde, zu der die Stadt Sieradz selbst nicht gehört, hat eine Fläche von 181,6 km², auf der (Stand: 31. Dezember 2020) 10.801 Menschen leben.

## Geographie
Die Landgemeinde liegt 60 km südwestlich von Łódź und 140 km nordöstlich von Breslau. 72 % des Gemeindegebiets werden landwirtschaftlich genutzt, 20 % sind mit Wald bedeckt.

## Geschichte
Die Landgemeinde entstand 1973 aus mehreren Vorgängergemeinden. Von 1975 bis 1998 gehörte die Landgemeinde zur Woiwodschaft Sieradz.

## Gemeindegliederung
Die Landgemeinde Łowicz besteht aus folgenden 32 Ortschaften mit Schulzenämtern:
Biskupice, Bobrowniki, Bogumiłów, Borzewisko, Chałupki, Charłupia Mała, Chojne, Czartki, Dąbrowa Wielka, Dąbrówka, Dębina, Dzierlin, Dzigorzew, Grabowiec, Grądy, Jeziory, Kamionaczyk, Kłocko, Kolonia Okręglica, Kowale, Kuśnie, Łosieniec, Męcka Wola, Mnichów, Okręglica, Podłężyce, Ruda, Rzechta, Sokołów, Stoczki, Sucha und Wiechucice.
Weitere Ortschaften sind: Budziczna, Mokre Zborowskie, Monice, Okopy und Wojciechów.